# Dasimatia subusta
Dasimatia subusta là một loài bướm đêm trong họ Geometridae. Chúng thường được tìm thấy ở Sulawesi.